# Contrifano
I contrifani sono una famiglia di peptidi che sono costituenti attivi del veleno prodotto da molluschi gasteropodi marini appartenenti al genere Conus. I due residui di amminoacidi cisteina presenti nei contrifani sono legati da un legame disolfuro.
I contrifani subiscono un insolito grado di modificazioni post-traduzionali comprese l'epimerizzazione di triptofano e leucina, bromurazione del triptofano, ammidazione del C-terminale, e idrossilazione della prolina.